# ونتا (ویرجینیای غربی)
ونتا، ویرجینیا غربی (به انگلیسی: Vanetta, West Virginia) یک منطقهٔ مسکونی در ایالات متحده آمریکا است که در شهرستان فایت، ویرجینیای غربی واقع شده‌است.

## خصوصیات
ونتا ۵۱۵٫۱۲ متر بالاتر از سطح دریا واقع شده‌است.